# Jörg A. E. Heimeshoff
Jörg A. E. Heimeshoff (geboren 1951 in Essen-Werden) ist ein deutscher Historiker, Fachautor und bis 2017 Leiter des „Instituts für Denkmalschutz und Denkmalpflege“, einer Abteilung des Bauaufsichtsamtes der Stadt Düsseldorf.

## Leben
Heimeshoff wuchs in dem Essener Stadtteil Werden auf, wo er auch das Gymnasium besuchte, das er 1971 mit Ablegung des Abiturs verließ. Nachfolgend studierte er Kunstgeschichte, Anglistik und Klassische Archäologie an der Ruhr-Universität Bochum. Dort wurde er auch 1979 mit der Arbeit Der Baumeister Emil von Manger zum Dr. phil. promoviert. 1980 gelangte er zum damaligen Landeskonservator Westfalen-Lippe, wo er im Bereich der Schnellinventarisation den Kreis Warendorf und die Stadt Hagen bearbeitete. Bereits im November desselben Jahres wechselte er zur Stadt Düsseldorf, zunächst als Mitarbeiter der Unteren Denkmalbehörde und ab 1986 als deren Leiter und in dieser Funktion zugleich Stadtkonservator der Stadt Düsseldorf. Ende Februar 2017 trat er dort in den Ruhestand.

## Schriften (Auswahl)
- Der Baumeister Emil von Manger. Historische Architektur in Theorie und Ausführung. (Denkmalpflege und Forschung in Westfalen. Band 4) Rudolf Habelt, Bonn 1982, ISBN 3-7749-1902-X (zugleich Dissertation Ruhr-Universität Bochum, 1979).
- Denkmalgeschützte Häuser in Düsseldorf. Band 1. Nobel, Essen 2001, ISBN 3-922785-68-9.
- mit Walter Ollenik: Denkmalschutz und Denkmalpflege in der kommunalen Praxis. Grundlagen – Verfahren – Perspektiven. Erich Schmidt, Berlin 2005, ISBN 978-3-503-08764-8.
- Denkmalgeschützte Häuser in Düsseldorf. Band 2. Nobel, Essen 2006, ISBN 3-922785-90-5.
- Denkmalgeschützte Häuser in Düsseldorf. Band 3. Verlag Beleke, Essen 2012, ISBN 978-3-8215-0646-3.